# Bonneville Salt Flats
Pour les articles homonymes, voir Bonneville.

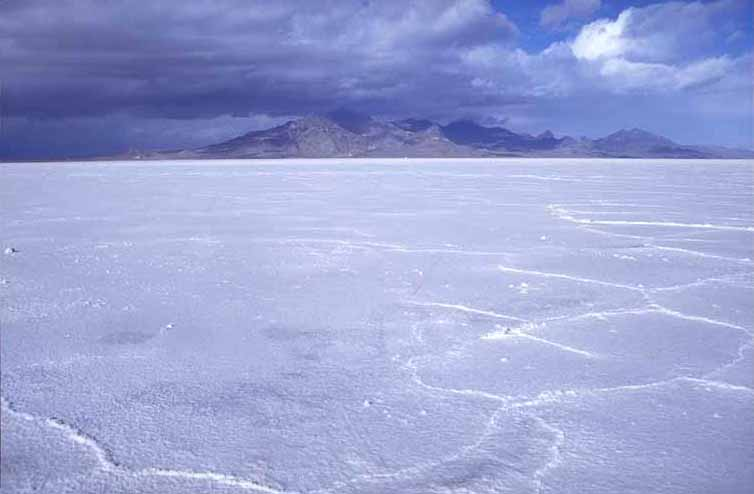
Une vue de Bonneville Salt Flats.

Le Bonneville Salt Flats est une plaine de 260 km2 couverte de sel dans le nord-ouest de l'Utah, aux États-Unis. Elle provient de l'évaporation de l'ancien lac Bonneville survenue après la dernière glaciation. C'est la plus vaste de plusieurs plaines de sel à l'ouest du Grand Lac Salé, l'épaisseur de sel y est de 1,8 mètre en plusieurs endroits.
Ce salar, ou désert de sel, est une zone majoritairement de domaine public gérée par le Bureau of Land Management, une administration fédérale. Situé à 185 km à l'ouest de Salt Lake City, juste à l'est de la ville de West Wendover (Nevada), il est traversé par l'autoroute 80, on y accède par la sortie « Bonneville Speedway ».

## Géologie
Le salar de Bonneville est surtout composé de chlorure de sodium (sel de table) mais comporte de nombreux autres composés comme la potasse. Ces dépôts sont exploités dans la partie située au sud de l'autoroute où les terres sont de propriété privée.
En hiver, une mince couche d'eau recouvre la plaine alors que l'évaporation est moindre que les apports des précipitations et des ruisselets qui s'y perdent. L'eau s'évapore durant le printemps et l'été laissant au vent le soin de lisser la surface qui devient dure comme le roc, ce qui inhibe toute croissance végétale. Les pluies estivales, peu fréquentes en cet endroit, effacent également toute trace du passage de l'homme ou des animaux. La surface est donc extrêmement plate et réflective. Le réchauffement de l'air au-dessus de celle-ci provoque une rapide variation de sa densité sur quelques mètres, ce qui permet un effet de réfraction, similaire à un mirage, qui fait apparaître les montagnes proches comme flottant au-dessus du sol.
Entre 1960 et 1988, une certaine perte de sel dans la partie nord, de causes naturelles ou humaines, a été remarquée par des études, menant à une concertation de la population et du gouvernement pour parvenir à programme de « resalinisation ». De 1997 à 1999, le projet Salt-Laydown a démontré la faisabilité de ce concept en pompant de l'eau saumâtre à partir de sources souterraines.

## Histoire
Le lac Bonneville remplissait la plus grande partie du Grand Bassin, une dépression entre la Sierra Nevada, le plateau du Colorado et les Montagnes Wasatch, après la fonte des glaciers il y a 15 000 ans. À mesure que le climat s'est réchauffé, l'évaporation est devenue plus importante que l'apport en eau des rivières s'y jetant et son niveau s'est mis à baisser. Lorsqu'il est passé sous le niveau de toute sortie de la dépression, le lac est devenu une mer intérieure et le taux de sel s'est mis à monter. Avec l'évaporation continue, le lac s'est asséché presque complètement et a laissé des salars.
L'histoire du peuplement humain dans le Grand Bassin remonte au moins à 12 000 ans. Au moment de l'arrivée des européens, la région était habitée par un grand nombre de tribus amérindiennes du groupe des uto-aztèques connues collectivement sous le nom des tribus du Grand Bassin. Il y avait par exemple les Shoshones, les Utes et les Païutes. Les premiers européens à arriver dans la région furent les premiers explorateurs espagnols, dans le sud-ouest, à la fin du XVIIIe siècle. Des chasseurs de fourrure de la Compagnie de la Baie d'Hudson explorèrent la région haute du bassin au début du XIXe siècle. Les États-Unis acquirent le contrôle complet de la région avec le Traité de l'Orégon de 1846 et le Traité de Guadalupe Hidalgo de 1848. La première véritable colonie fut celle des premiers pionniers mormons de la fin des années 1840 dans les zones entourant Salt Lake City et la vallée de Cache.

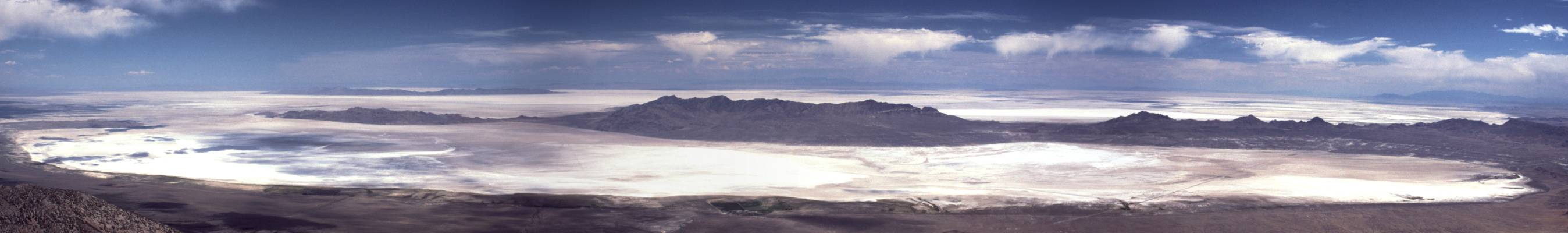
Vue panoramique du désert du Grand Lac Salé (Great Salt Lake Desert), depuis la montagne Pilot Peak, dans lequel se trouve Bonneville Salt Flats.

## Courses et records de vitesse

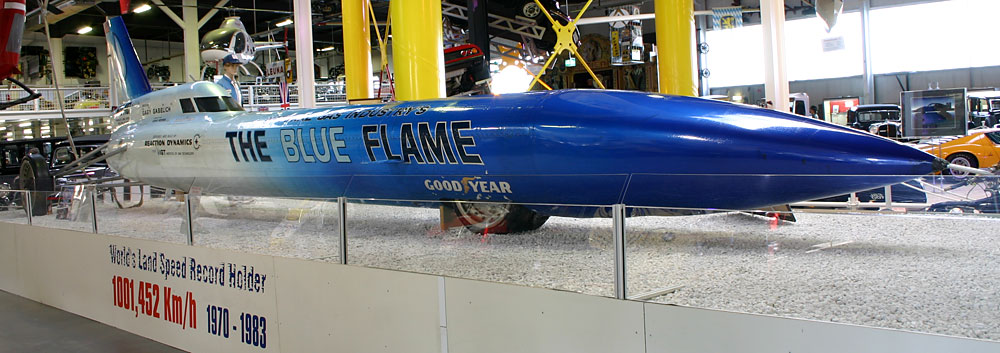
The Blue Flame au musée Sinsheim Auto & Technik en Allemagne.

Les Salt Flats étaient une zone à éviter mais en 1896, W. D. Rishel recherchait un endroit pour le passage d'une course de bicyclettes entre New York et San Francisco. Il s'aperçut qu'il avait devant lui une piste parfaite pour la vitesse pure et réussit à convaincre le « casse-cou » Teddy Tetzlaff d'y tenter un record de vitesse en 1914. Ce dernier conduisit une Blitzen Benz à 228 km/h pour établir un record officieux.
Durant les années 1930, le lieu devint internationalement connu grâce à Malcolm Campbell qui y établit de nombreux records de vitesse. L'endroit fut ainsi adopté par les coureurs automobiles et de motos.

### Bonneville Speedway
Ce salar est ainsi connu pour le Bonneville Speedway, une piste tracée sur sa surface, où des véhicules de toutes sortes viennent chaque année pour essayer de battre les records de vitesse terrestre. Dès 1949, elle est devenue la piste standard de vitesse. On y dépassa successivement les vitesses de 500 à 900 km/h. Durant les années 1960, des véhicules à turboréacteur firent leur apparition et des coureurs comme Craig Breedlove (966 km/h) et Art Arfons (928 km/h) atteignirent presque le cap des 1 000 km/h. Cette vitesse fut dépassée en 1970 par Gary Gabelich sur le Blue Flame, utilisant un  moteur-fusée, en enregistrant une vitesse de 1 001,67 km/h sur 1 mile.

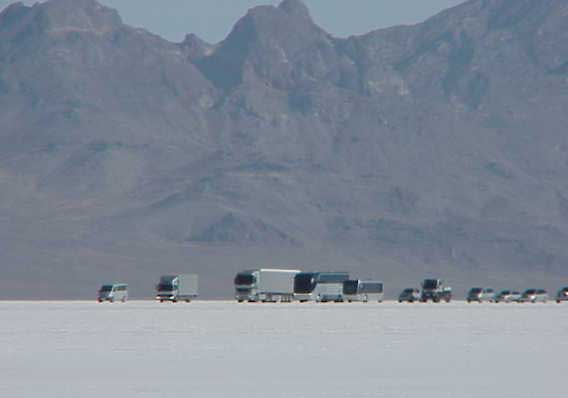
Site du Bonneville Speedway.

Le ministère des transports de l'Utah définit les contours du Bonneville Speedway chaque été près de Wendover. Traditionnellement, il y a une piste droite d'un peu plus de 16 kilomètres de long pour les essais de vitesses et une piste ovale de 16 à 19 km (selon la condition de la surface) pour les tests d'endurance. Récemment, une piste de 8 km a été ajoutée pour les essais de vitesse des véhicules moins rapides.
Les pistes droites ont une large ligne peinte en leur milieu pour servir de guide et des lignes transversales à chaque mile (1,609 344 km), après le second mile puisque les records de vitesse sont calculés par rapport à cette distance. Des lignes supplémentaires et des cônes indiquent la fin de la piste.
Chaque année en août, la Southern California Timing Association et Bonneville Nationals Inc. organisent une semaine de compétition, la Speed Week, qui attire des centaines de compétiteurs du monde entier. En septembre, c'est la Utah Salt Flats Racing Association qui organise le World of Speed, un événement similaire. Cette association organise également des rencontres chaque mercredi de l'été. Il existe différentes catégories de véhicules, chacune ayant son propre record.

## Culture populaire
Plusieurs films ont été tournés sur ce salar dont des portions de Independence Day, Warlock, The Brown Bunny, The Tree of Life, Cremaster 2 de la série Cremaster, Burt Munro et une scène de Pirates des Caraïbes : Jusqu'au bout du monde. Le lieu apparaît également dans le troisième épisode de la série d'animation Cars : Sur la route.
Plusieurs produits ou sociétés sont nommés en son honneur :
- la Pontiac Bonneville, l'ancienne berline principale de Pontiac ;
- la motocyclette Triumph Bonneville ;
- la compagnie de média Bonneville International.

La chanteuse américaine Demi Lovato y a également tourné le clip de sa chanson Skyscraper en 2011.
Le salar apparaît aussi dans le jeu The Crew et The Crew 2. Il est librement accessible et plusieurs courses de Dragster s'y déroulent.